# Great Naval Battles II
Great Naval Battles Vol. II: Guadalcanal 1942-1943 est un jeu vidéo de simulation de combat naval développé par  IO Design Group et publié par Strategic Simulations entre 1993. Il est le deuxième volet de la série  Great Naval Battles, après Great Naval Battles: North Atlantic 1939-1943, dont il reprend le système de jeu en le transposant dans l’océan Pacifique pendant la Seconde Guerre mondiale. Comme son prédécesseur, il propose deux modes de jeux. Le mode opération permet au joueur de prendre part à des batailles spécifiques. Il peut alors prendre le contrôle de chaque navire individuellement, ses autres navires étant contrôlés par l’ordinateur. Dans le mode campagne, le joueur organise l’ensemble des opérations navales de son camp, pendant la campagne de Guadalcanal.

## Accueil
| Great Naval Battles II |      |       |
| Média                  | Pays | Notes |
| Gen4                   | FR   | 86 %  |
| Joystick               | FR   | 80 %  |